# Aeródromo de Camarones
El Aeródromo de Camarones (OACI: ?) es un aeropuerto argentino que da servicio a la ciudad de Camarones, Provincia del Chubut.
Por Decreto 128714/942 se conceden las tierras fiscales pertinentes. En 1944, por intermedio de Vialidad Nacional, se realizan las obras confeccionar una pista auxiliar de tierra. A partir de 1973 se concede su uso parcial a Líneas Aéreas del Estado bajo control aeronaval, ya que el pueblo de Camarones no tenía pista ni aeródromo.